# Artemisia glacialis
Artemisia glacialis es una especie de arbusto del género Artemisia. Es originaria de Italia y Francia.

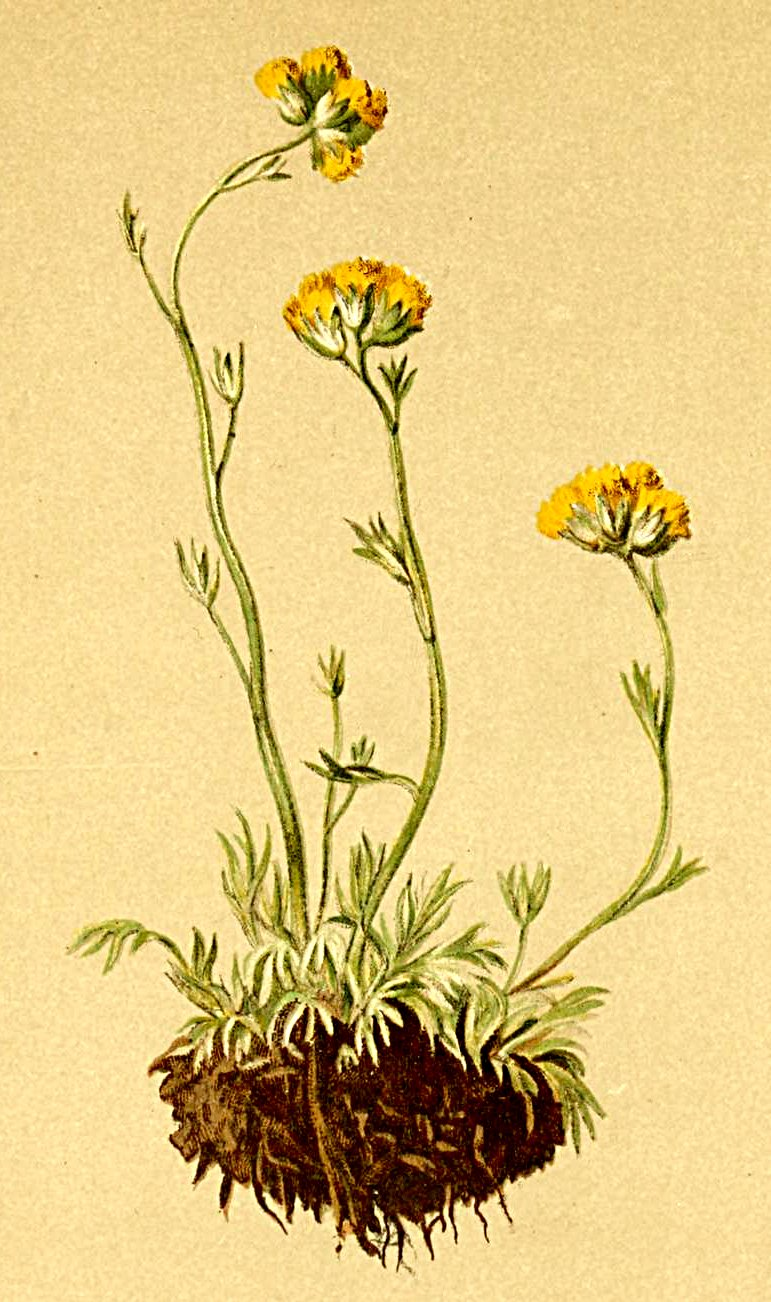
Ilustración

## Descripción
La planta alcanza un tamaño de 18 centímetros de altura, y tienen los mismos principios activos que el ajenjo común. 

## Propiedades
La planta es digestiva y estomacal, y se utiliza ampliamente para las enfermedades de montaña.

## Toxicidad
La especie puede causar dermatitis u otras reacciones alérgicas.

## Taxonomía
Artemisia glacialis fue descrita por Carlos Linneo y publicado en Sp. Pl., ed. 2. 2: 1187.
Etimología
Hay dos teorías en la etimología de Artemisia: según la primera, debe su nombre a Artemisa, hermana gemela de Apolo y diosa griega de la caza y de las virtudes curativas, especialmente de los embarazos y los partos . según la segunda teoría, el género fue otorgado en honor a Artemisia II, hermana y mujer de Mausolo, rey de la Caria, 353-352 a. C., que reinó después de la muerte del soberano. En su homenaje se erigió el Mausoleo de Halicarnaso, una de las siete maravillas del mundo. Era experta en botánica y en medicina.
glacialis: epíteto latino que significa "glacial.